# Grand River (Iowa)
Grand River è un comune degli Stati Uniti d'America, situato nello Stato dell'Iowa, nella contea di Decatur.